# Elecciones presidenciales de Colombia de 2014
Las elecciones presidenciales de Colombia de 2014, de primera vuelta tuvieron lugar el domingo, 25 de mayo de 2014, después de las elecciones para el Senado y la Cámara de representantes de 2014, y las de segunda vuelta el 15 de junio de 2014. Fueron unas elecciones consideradas polémicas, dada la llamada "guerra sucia" sostenida entre los dos candidatos favoritos.
La elección, que tuvo una abstención de casi el 60% en la primera vuelta, la más alta en la historia reciente del país, no tuvo un ganador por mayoría absoluta, por lo que se realizó una segunda vuelta con los dos candidatos que obtuvieron más votos: Óscar Iván Zuluaga (29.26%) y el presidente en ejercicio Juan Manuel Santos (25.67%). Finalmente, con 7'816.684 millones de votos, el entonces presidente de la República de Colombia Juan Manuel Santos y con un 50,99% de la votación, es reelegido para el mandato presidencial (2014-2018), derrotando a su rival Zuluaga que obtuvo el 45,00% de los votos. La participación en la segunda vuelta aumento aproximadamente 8 puntos con respecto a la primera vuelta.

## Legislación
Según la Constitución de Colombia, pueden ejercer su derecho a sufragio los ciudadanos mayores 18 años de edad que no hagan parte de la Fuerza Pública, no estén en un proceso de interdicción, y que no hayan sido condenados. Las personas que se encuentran en centros de reclusión, tales como cárceles o reformatorios, podrán votar en los establecimientos que determine la Registraduría Nacional. La inscripción en el registro civil no es automática, el ciudadano debe dirigirse a la sede regional de la Registraduría para inscribir su identificación personal en un puesto de votación.
La elección de presidente de la república se hace junto con la del vicepresidente, siendo este último su fórmula; la estadía en el cargo será de cuatro años con posibilidad de reelegirse una vez, si no hubiere falta absoluta. El proceso de elección no se realizará simultáneamente con cualquier otro. La Constitución política en su artículo 191, establece que quien pretenda llegar al cargo debe ser colombiano de nacimiento y tener la nacionalidad, asimismo, ser mayor de treinta años. La primera vuelta se celebrará el último domingo de mayo, que para el 2014 será el día 25, y resultará ganador quién haya obtenido la mitad más uno de los votos. En caso de que ninguno de los aspirantes obtenga esta poderación de los votos, los dos candidatos que en primera vuelta hayan obtenido la mayoría de los votos irán segunda vuelta; el ganador será quien logre la mayoría de los votos.
Los organismos encargados de velar administrativamente por el evento son la Registraduría Nacional del Estado Civil y el Consejo Nacional Electoral

### Voto en blanco
En Colombia el voto en blanco se considera una expresión del disenso a través del cual se promueve la protección de la libertad del elector. En la normativa electoral colombiana, el voto en blanco es “una expresión política de disentimiento, abstención o inconformidad, con efectos políticos”.
Algunas discusiones del Congreso se señaló que esa mayoría debía ser mayoría simple, sin embargo la Corte Constitucional ha hecho consideraciones que indican que se requeriría de mayoría absoluta, aunque no se ha pronunciado, ni conceptuado sobre este acto legislativo.

## Antecedentes y definición de candidaturas
Desde el inicio del gobierno de Juan Manuel Santos, se empezó a especular sobre los posibles candidatos a la Presidencia. El 2013 fue el año decisivo para la definición de las candidaturas de los comicios de 2014.
Dentro de la coalición de gobierno, reunida bajo el nombre de Unidad Nacional, no solo sonaba la posibilidad de que el presidente aspirara por la reelección, sino también se especuló que aliados del gobierno como el ex ministro de Vivienda, Germán Vargas Lleras, el vicepresidente, Angelino Garzón, y el general retirado de la Policía, Óscar Naranjo, podrían aspirar a la Presidencia de la República. Ninguna de estas especulaciones pudo confirmarse hasta el 20 de noviembre de 2013, cuando el actual mandatario anunció públicamente su intención de aspirar a la reelección para el periodo de 2014-2018. La candidatura para la reelección de Juan Manuel Santos fue respaldada por los partidos Liberal, de la U y Cambio Radical.
El Partido Conservador definió su candidatura en su convención realizada el 26 de enero de 2014, fue proclamada como candidata la exministra de defensa Marta Lucía Ramírez con 1.047 votos, seguida de Pablo Victoria con 138 votos, en tercer lugar quedó Álvaro Leyva con 84 votos.
El principal partido de oposición, el Polo Democrático Alternativo, ha venido enfrentando una crisis interna desde la renuncia de Gustavo Petro y la creación del Movimiento Progresistas que reúne a disidentes del Polo, y se ha agudizando con la migración de otros de sus miembros a movimientos como Marcha Patriótica; sin embargo fue el primer partido en definir su candidata presidencial, dos años antes de las elecciones. Dicha decisión se dio en el marco del Tercer Congreso Nacional del partido, siendo Clara López Obregón la escogida. El 13 de marzo de 2014 se selló la alianza entre el Polo Democrático y la Unión Patriótica para las elecciones presidenciales, con lo que Aída Avella renunció a su aspiración presidencial por la UP y se integró como candidata vicepresidencial a la campaña de Clara López.
Otra fuerza política que disputará las elecciones de 2014 es el Centro Democrático, que está comandado por el expresidente Álvaro Uribe Vélez. Este movimiento, los días 25 y 26 de octubre de 2013, llevó a cabo su convención nacional en Bogotá, donde se eligió como candidato único a la presidencia a Óscar Iván Zuluaga, superando a Francisco Santos Calderón y Carlos Holmes Trujillo.
Tras un vertiginoso crecimiento en las elecciones presidenciales de 2010, el Partido Verde a un año de las presidenciales de 2014 se encuentra profundamente dividido tras la salida de Antanas Mockus y el distanciamiento del Gobernador de Antioquia Sergio Fajardo, dejando al partido sin gran parte de su base electoral. El 26 de septiembre de 2013, y tras un año de negociaciones, se aprobó en el IV Congreso Nacional del Partido Verde la unión con el Movimiento Progresistas del Alcalde de Bogotá Gustavo Petro, tomando como nuevo nombre Alianza Verde. Esta alianza política tomó la decisión de que su candidato presidencial sería elegido en elecciones primarias realizadas el 9 de marzo de 2014, día de las elecciones parlamentarias. La candidatura fue disputada por Camilo Romero, Enrique Peñalosa, y John Sudarsky; resultó elegido Enrique Peñalosa con un 46,94% de la votación.
El partido Opción Ciudadana inscribió en último momento a José Antonio Rocha como candidato presidencial, con el exsenador José Álvaro Sánchez Ortega como su fórmula vicepresidencial. Luego de ocho días de la oficialización de la candidatura, Rocha declinó de su participación en las elecciones para apoyar el Proceso de Paz de La Habana.
En noviembre de 2016, Óscar Iván Zuluaga presentó denuncia ante la Fiscalía contra el almirante Álvaro Echandía, director de la Dirección Nacional de Inteligencia (DNI), por una supuesta infiltración de la campaña del Centro Democrático para favorecer la reelección del presidente Juan Manuel Santos.

## Nominaciones

### Unidad Nacional
| Nominados por la Unidad Nacional       |                                                       |
| Juan Manuel Santos                     | Germán Vargas Lleras                                  |
| Candidato a la Presidencia             | Candidato a la Vicepresidencia                        |
|                                        |                                                       |
| Presidente de la República (2010–2014) | Ministro de Vivienda, Ciudad y Territorio (2012–2013) |
| Campaña                                |                                                       |
|                                        |                                                       |
|                                        |                                                       |

### Centro Democrático
| Nominados por el Centro Democrático                |                                   |
| Óscar Zuluaga                                      | Carlos Holmes Trujillo            |
| Candidato a la Presidencia                         | Candidato a la Vicepresidencia    |
|                                                    |                                   |
| Ministro de Hacienda y Crédito Público (2007–2010) | Ministro del Interior (1997–1998) |
| Campaña                                            |                                   |
|                                                    |                                   |
|                                                    |                                   |

### Partido Conservador
| Nominados por el Partido Conservador |                                          |
| Marta Lucía Ramírez                  | Camilo Gómez                             |
| Candidata a la Presidencia           | Candidato a la Vicepresidencia           |
|                                      |                                          |
| Senadora de la República (2006–2009) | Alto Comisionado para la Paz (2000–2002) |
| Campaña                              |                                          |
|                                      |                                          |
|                                      |                                          |

### Polo Democrático
| Nominados por el Polo Democrático |                                |
| Clara López                       | Aída Avella                    |
| Candidata a la Presidencia        | Candidata a la Vicepresidencia |
|                                   |                                |
| Alcaldesa de Bogotá (2011)        | Concejal de Bogotá (1992-1996) |
| Campaña                           |                                |
|                                   |                                |
|                                   |                                |

### Alianza Verde
| Nominados por la Alianza Verde |                                                                  |
| Enrique Peñalosa               | Isabel Segovia                                                   |
| Candidato a la Presidencia     | Candidata a la Vicepresidencia                                   |
|                                |                                                                  |
| Alcalde de Bogotá (1998–2000)  | Viceministra de Educación Preescolar, Básica y Media (2008–2010) |
| Campaña                        |                                                                  |
|                                |                                                                  |
|                                |                                                                  |

## Candidatos
La siguiente es la lista de candidatos inscritos (según el orden del tarjetón electoral):
| Partido y/o Coalición | Partido y/o Coalición                              | Fórmula presidencial | Fórmula presidencial                                  | Cargos públicos | Fórmula vicepresidencial | Fórmula vicepresidencial                   | Cargos públicos |
| --------------------- | -------------------------------------------------- | -------------------- | ----------------------------------------------------- | --- | ------------------------ | ------------------------------------------ | --- |
|                       | Lema: Colombia por un buen camino                  |                      | Clara López (64 años) Abogada Economista              | - Concejal de Bogotá (1984-1986) - Auditora General de la República (2003-2005) - Secretaria de Gobierno de Bogotá (2008-2010) - Alcaldesa Mayor de Bogotá (2011)                                                     |                          | Aída Avella (65 años) Psicóloga            | - Constituyente de la Asamblea Nacional (1991) - Concejal de Bogotá (1992-1996) |
|                       | Lema: Con Peñalosa Presidente, podemos             |                      | Enrique Peñalosa (59 años) Economista                 | - Representante a la Cámara (1990-1991) - Alcalde de Bogotá (1998-2000) |                          | Isabel Segovia (40 años) Internacionalista | - Ninguno |
|                       | Lema: Con paz haremos más                          |                      | Juan Manuel Santos (62 años) Administrador Economista | - Ministro de Comercio Exterior (1991-1994) - Ministro de Hacienda y Crédito Público (2000-2002) - Ministro de Defensa (2006-2009) - Presidente de la República (2010-2014)                                           |                          | Germán Vargas Lleras (52 años) Abogado     | - Concejal de Bojacá (1981-1983) - Concejal de Bogotá (1992-1998) - Senador de la República (1998-2009) - Ministro del Interior (2010-2012) - Ministro de Vivienda, Ciudad y Territorio (2012-2013)             |
|                       | Lema: Un gobierno diferente. Un país para la gente |                      | Marta Lucía Ramírez (59 años) Abogada                 | - Ministra de Comercio Exterior (1998-2002) - Ministra de Defensa (2002-2003) - Senadora de la República (2006-2009)                                                                                                  |                          | Camilo Gómez Alzate (47 años) Abogado      | - Alto Comisionado Para la Paz (2000-2002) |
|                       | Lema: Por una Colombia distinta                    |                      | Óscar Iván Zuluaga (55 años) Economista               | - Concejal de Pensilvania (1988-1990) - Alcalde de Pensilvania (1990-1992) - Senador de la República (2002-2006) - Ministro Consejero de Presidencia (2006-2007) - Ministro de Hacienda y Crédito Público (2007-2010) |                          | Carlos Holmes Trujillo (62 años) Abogado   | - Alcalde de Santiago de Cali (1988-1990) - Diputado de la Asamblea Nacional (1991) - Ministro de Educación Nacional (1991-1993) - Alto Comisionado Para la Paz (1994-1995) - Ministro del Interior (1997-1998) |

### Apoyos políticos (primera vuelta)
La siguiente tabla resumen presenta los precandidatos que han anunciado públicamente sus candidaturas, los partidos instituidos o en formación legal y las coaliciones que los apoyan.
| Coalición       | Partido                           | Candidato (partido)       |
| Unidad Nacional |                                   |                           |
| --------------- | --------------------------------- | ------------------------- |
| Unidad Nacional | Partido Social de Unidad Nacional | Juan Manuel Santos (PSUN) |
| Unidad Nacional | Partido Cambio Radical            | Juan Manuel Santos (PSUN) |
| Unidad Nacional | Partido Liberal                   | Juan Manuel Santos (PSUN) |
| PDA-UP          | Polo Democrático Alternativo      | Clara López (PDA)         |
| PDA-UP          | Unión Patriótica                  | Clara López (PDA)         |
| --              | Centro Democrático                | Óscar Iván Zuluaga (CD)   |
| --              | Alianza Verde                     | Enrique Peñalosa (AV)     |
| --              | Partido Conservador               | Marta Lucía Ramírez (PCC) |

### Apoyos políticos (segunda vuelta)
| Coalición          | Partido                           | Candidato (partido)       |
| ------------------ | --------------------------------- | ------------------------- |
| Unidad Nacional    | Partido Social de Unidad Nacional | Juan Manuel Santos (PSUN) |
| Unidad Nacional    | Partido Cambio Radical            | Juan Manuel Santos (PSUN) |
| Unidad Nacional    | Partido Liberal                   | Juan Manuel Santos (PSUN) |
| Unidad Nacional    | Unión Patriótica                  | Juan Manuel Santos (PSUN) |
| Unidad Nacional    | Movimiento Progresistas           | Juan Manuel Santos (PSUN) |
| Unidad Nacional    | Polo Democrático Alternativo      | Juan Manuel Santos (PSUN) |
| Unidad Nacional    | Alianza Verde                     | Juan Manuel Santos (PSUN) |
| Coalición Uribista | Centro Democrático                | Óscar Iván Zuluaga (CD)   |
| Coalición Uribista | Partido Conservador               | Óscar Iván Zuluaga (CD)   |

## Encuestas

### Candidato de Alianza Verde
Luego de la unión del Partido Verde y el Movimiento Progresistas, ha sido sugerida una lista con los nombres de los más notables representantes de ambas colectividades, con el fin de elegir por consulta el candidato a la presidencia.
| Fecha      | Instituto          | Candidato      | Candidato       | Candidato        | Candidato     | Candidato        | Candidato       | Candidato          |
| Fecha      | Instituto          | Antanas Mockus | Antonio Navarro | Enrique Peñalosa | John Sudarsky | Indeciso (Ns/Nr) | Margen de error | Fuente             |
| ---------- | ------------------ | -------------- | --------------- | ---------------- | ------------- | ---------------- | --------------- | ------------------ |
| 25/10/2013 | Cifras y Conceptos | 20%            | 15%             | 12%              | 1%            | 51%              | 2.9%            | Cifras y Conceptos |

### Primera vuelta

Fórmula más votada por municipio:
Óscar Iván Zuluaga - Carlos Holmes Trujillo
Juan Manuel Santos - Germán Vargas Lleras
Marta Lucía Ramírez - Camilo Gómez Alzate
Clara López - Aída Avella

Luego de la definición e inscripción de los candidatos oficiales. se han realizado las siguientes encuestas. Los candidatos en verde pasarían a una segunda vuelta:
| Fecha      | Instituto                      | Candidato   | Candidato        | Candidato           | Candidato      | Candidato        | Candidato | Candidato | Candidato | Candidato       | Candidato            |
| Fecha      | Instituto                      | Clara López | Enrique Peñalosa | Marta Lucía Ramírez | Juan M. Santos | Óscar I. Zuluaga | Blanco    | Ninguno   | Ns/Nr     | Margen de error | Fuente               |
| ---------- | ------------------------------ | ----------- | ---------------- | ------------------- | -------------- | ---------------- | --------- | --------- | --------- | --------------- | -------------------- |
| 16/03/2014 | Datexco                        | 10.7%       | 17.1%            | 7.7%                | 25.5%          | 14.6%            | 16.9%     | -         | 7.5%      | 3.1%            | El Tiempo            |
| 18/03/2014 | Centro Nacional de Consultoría | 10%         | 16%              | 9%                  | 30%            | 10%              | 8%        | 5%        | 12%       | 3%              | CM&                  |
| 19/03/2014 | Gallup                         | 8.6%        | 11.3%            | 9.3%                | 32.5%          | 15.6%            | 19.6%     | -         | 2.7%      | 3%              | La República         |
| 20/03/2014 | Ipsos                          | 9%          | 8%               | 4%                  | 24%            | 9%               | 19%       | 3%        | 27%       | 3.3%            | Semana               |
| 26/03/2014 | Centro Nacional de Consultoría | 10%         | 18%              | 7%                  | 27%            | 13%              | 8%        | 5%        | 12%       | 2.5%            | El Nuevo Siglo       |
| 31/03/2014 | Centro Nacional de Consultoría | 9%          | 18%              | 8%                  | 26%            | 13%              | 8%        | -         | -         | 2.5%            | CM&                  |
| 31/03/2014 | Cifras y Conceptos             | 9%          | 13%              | 5%                  | 26%            | 11%              | 26%       | -         | 13%       | 2.9%            | Cifras y Conceptos   |
| 12/04/2014 | Centro Nacional de Consultoría | 8%          | 17%              | 7%                  | 27%            | 15%              | -         | -         | -         | 2.5%            | Tresquintos          |
| 26/04/2014 | Ipsos                          | 6%          | 11%              | 6%                  | 23%            | 15%              | 14%       | 1%        | 22%       | 3.3%            | Semana               |
| 26/04/2014 | Datexco                        | 9.6%        | 15.7%            | 7.2%                | 28.3%          | 16.0%            | 17.3%     | -         | 5.8%      | 2.8%            | El Tiempo            |
| 29/04/2014 | Gallup                         | 7.1%        | 10.1%            | 11.2%               | 32%            | 20.5%            | 15.9%     | -         | 3.2%      | 3.4%            | La República         |
| 05/05/2014 | Centro Nacional de Consultoría | 11%         | 13%              | 10%                 | 23%            | 22%              | 7%        | -         | 14%       | 3%              | CM&                  |
| 06/05/2014 | Cifras y Conceptos             | 10%         | 10%              | 8%                  | 26%            | 19%              | 17%       | -         | 8%        | 2.9%            | Cifras y Conceptos   |
| 11/05/2014 | Infométrika                    | 8.6%        | 9.8%             | 4.6%                | 31.3%          | 29.6%            | 9.9%      | -         | 6.2%      | 2.1%            | Fundación CorreLibre |
| 12/05/2014 | Centro Nacional de Consultoría | 9%          | 13%              | 9%                  | 22%            | 24%              | 9%        | -         | 14%       | 2.5%            | El Espectador        |
| 15/05/2014 | Cifras y Conceptos             | 10%         | 9.7%             | 8.7%                | 27.7%          | 23.9%            | 11.5%     | -         | 8.5%      | 2.9%            | Cifras y Conceptos   |
| 16/05/2014 | Datexco                        | 9.7%        | 9.7%             | 9.4%                | 27.7%          | 25.6%            | 15.0%     | -         | 2.9%      | 2.8%            | El Tiempo            |
| 16/05/2014 | Gallup                         | 10.9%       | 10.6%            | 14.4%               | 29.0%          | 29.3%            | 5.8%      | -         | -         | 3.7%            | La República         |
| 17/05/2014 | Ipsos Napoleón Franco          | 10.1%       | 9.4%             | 9.7%                | 28.5%          | 29.5%            | 12.8%     | -         | -         | 2.1%            | La FM                |

Las siguientes son las encuestas que se han hecho sobre una hipotética segunda vuelta. tomando en cuenta los dos candidatos más opcionados en primera instancia:
| Fecha      | Instituto                      | Candidato        | Candidato      | Candidato        | Candidato   | Candidato | Candidato | Candidato | Candidato       | Candidato            |
| Fecha      | Instituto                      | Enrique Peñalosa | Juan M. Santos | Óscar I. Zuluaga | Clara López | Blanco    | Ninguno   | Ns/Nr     | Margen de error | Fuente               |
| ---------- | ------------------------------ | ---------------- | -------------- | ---------------- | ----------- | --------- | --------- | --------- | --------------- | -------------------- |
| 16/03/2014 | Datexco                        | 40.4%            | 37.1%          | -                | -           | -         | 18.8%     | 3.6%      | 3.1%            | El Tiempo            |
| 18/03/2014 | Centro Nacional de Consultoría | 40%              | 39%            | -                | -           | 5%        | 13%       | 3%        | 3%              | CM&                  |
| 19/03/2014 | Gallup                         | -                | 47.2%          | 29.7%            | -           | 21.3%     | -         | -         | 3%              | La República         |
| 20/03/2014 | Ipsos                          | -                | 36%            | 16%              | -           | 23%       | 5%        | 20%       | 3.4%            | Semana               |
| 20/03/2014 | Ipsos                          | -                | 35%            | -                | 18%         | 21%       | 5%        | 21%       | 3.4%            | Semana               |
| 26/03/2014 | Centro Nacional de Consultoría | 42%              | 34%            | -                | -           | -         | -         | -         | 2.5%            | El Nuevo Siglo       |
| 31/03/2014 | Centro Nacional de Consultoría | 41%              | 36%            | -                | -           | -         | -         | -         | 2.5%            | CM&                  |
| 31/03/2014 | Cifras y Conceptos             | 19%              | 26%            | -                | -           | -         | 39%       | 15%       | 2.9%            | Cifras y Conceptos   |
| 31/03/2014 | Cifras y Conceptos             | -                | 27%            | 18%              | -           | -         | 40%       | 16%       | 2.9%            | Cifras y Conceptos   |
| 12/04/2014 | Centro Nacional de Consultoría | 40%              | 35%            | -                | -           | -         | -         | -         | 2.5%            | Tresquintos          |
| 26/04/2014 | Ipsos                          | -                | 34%            | 23 %             | -           | -         | -         | -         | 3.4%            | Semana               |
| 26/04/2014 | Datexco                        | -                | 36.2%          | 26.6%            | -           | -         | 29.0%     | 8.2%      | 2.8%            | El Tiempo            |
| 29/04/2014 | Gallup                         | -                | 46%            | 34.4%            | -           | -         | 17.7%     | -         | 3.4%            | La República         |
| 05/05/2014 | Centro Nacional de Consultoría | -                | 38%            | 39%              | -           | -         | -         | -         | 3%              | CM&                  |
| 06/05/2014 | Cifras y Conceptos             | -                | 34%            | 31%              | -           | -         | -         | 35%       | 2.9%            | Cifras y Conceptos   |
| 11/05/2014 | Infométrika                    | -                | 35.6%          | 33.8%            | -           | 18.7%     | 4.8%      | 7.1%      | 2.1%            | Fundación CorreLibre |
| 12/05/2014 | Centro Nacional de Consultoría | -                | 34%            | 42%              | -           | -         | -         | -         | 2.5%            | El Espectador        |
| 05/05/2014 | Cifras y Conceptos             | -                | 33.6%          | 34.2%            | -           | -         | -         | 32.2%     | 2.9%            | Cifras y Conceptos   |
| 16/05/2014 | Datexco                        | -                | 35.9%          | 34.4%            | -           | -         | -         | 25.7%     | 2.8%            | El Tiempo            |
| 16/05/2014 | Gallup                         | -                | 35.1%          | 42.5%            | -           | -         | -         | 19.4%     | 3.7%            | La República         |
| 17/05/2014 | Ipsos Napoleón Franco          | -                | 32%            | 32%              | -           | -         | -         | 20%%      | 2.1%            | La FM                |

### Segunda vuelta

Fórmula más votada por municipio:
Juan Manuel Santos - Germán Vargas Lleras
Óscar Iván Zuluaga - Carlos Holmes Trujillo

| 29/05/2014 | Cifras & Conceptos             | 38%    | 37%   | 15%    | - | 10%   | 2.9%  | Semana        |
| 30/05/2014 | Centro Nacional de Consultoría | 45%    | 47%   | 8 %    | - | -     | 2.2%  | CM&           |
| 05/06/2014 | Datexco                        | 41.9%  | 37.7  | 13.8 % | - | 5.8 % | 2.83% | El Tiempo     |
| 05/06/2014 | Gallup                         | 47.7 % | 48.5% | 3.7 %  | - | -     | 5%    | El Espectador |
| 06/06/2014 | Cifras & Conceptos             | 43.4%  | 38.5% | 11.7 % | - | -     | 2.9%  | El Tiempo     |
| 06/06/2014 | Ipsos-Napoleón Franco          | 41 %   | 49%   | 10 %   | - | -     | 3.4%  | El Tiempo     |

## Resultados

### Primera vuelta
| Candidato a presidente      | Candidato vicepresidente  | Partido o movimiento      | Partido o movimiento                            | Votos (%) preconteo | Votos (%) escrutinio |
| --------------------------- | ------------------------- | ------------------------- | ----------------------------------------------- | ------------------- | -------------------- |
| Óscar Iván Zuluaga Escobar  |                           |                           | Centro Democrático                              | 3 759 971 (29.25%)  | 3 769 005 (29.28%)   |
| Juan Manuel Santos Calderón |                           |                           | Unidad Nacional                                 | 3 301 815 (25.69%)  | 3 310 794 (25.72%)   |
| Marta Lucía Ramírez Blanco  |                           |                           | Partido Conservador Colombiano                  | 1 995 698 (15.52%)  | 1 997 980 (15.52%)   |
| Clara Eugenia López Obregón |                           |                           | Polo Democrático Alternativo y Unión Patriótica | 1 958 414 (15.23%)  | 1 958 518 (15.22%)   |
| Enrique Peñalosa Londoño    |                           |                           | Alianza Verde                                   | 1 065 142 (8.28%)   | 1 064 758 (8.27%)    |
| Votos en blanco             | Votos en blanco           | Votos en blanco           | Votos en blanco                                 | 740 496 (6.03%)     | 770 543 (5.98%)      |
| Votos nulos                 | Votos nulos               | Votos nulos               | Votos nulos                                     | 311 655             | 310 687              |
| Tarjetas no marcadas        | Tarjetas no marcadas      | Tarjetas no marcadas      | Tarjetas no marcadas                            | 52 994              | 40 069               |
| Total de votos escrutados   | Total de votos escrutados | Total de votos escrutados | Total de votos escrutados                       | 13 216 402          | 13 222 354           |

#### Por Departamento
| Amazonas              | 4 460   | 32.24% | 4 841   | 35.00% | 1 443   | 10.43% | 1 811   | 13.09% | 826     | 5.97%  | 450     | 3.25% | 14 160    | 34.27% |
| Antioquia             | 665 160 | 39.65% | 286 742 | 16.23% | 334 312 | 18.92% | 248 628 | 14.07% | 98 144  | 5.55%  | 133 404 | 7.55% | 1 821 368 | 42.66% |
| Arauca                | 25 425  | 44.67% | 14 741  | 25.90% | 4 907   | 8.62%  | 6 651   | 11.68% | 2 441   | 4.28%  | 2 742   | 4.81% | 58 803    | 36.25% |
| Atlántico             | 77 446  | 19.06% | 195 529 | 48.13% | 33 181  | 8.16%  | 56 869  | 14.00% | 24 319  | 5.98%  | 18 861  | 4.64% | 411 187   | 24.26% |
| Bogotá                | 542 459 | 22.10% | 444 077 | 18.09% | 366 394 | 14.93% | 500 603 | 20.40% | 392 460 | 15.99% | 207 525 | 8.45% | 2 510 384 | 48.23% |
| Bolívar               | 122 506 | 32.68% | 144 116 | 38.45% | 25 411  | 6.77%  | 47 664  | 12.71% | 19 802  | 5.28%  | 15 313  | 4.08% | 380 216   | 26.65% |
| Boyacá                | 121 291 | 30.09% | 64 463  | 15.99% | 83 319  | 20.67% | 84 835  | 21.04% | 31 904  | 7.91%  | 17 240  | 4.27% | 415 831   | 46.69% |
| Caldas                | 141 059 | 40.52% | 62 785  | 18.03% | 54 295  | 15.59% | 44 861  | 12.88% | 24 755  | 7.11%  | 20 310  | 5.83% | 362 562   | 47.85% |
| Caquetá               | 47 063  | 51.69% | 15 216  | 16.71% | 8 143   | 8.94%  | 10 896  | 11.96% | 5 080   | 5.58%  | 4 641   | 5.09% | 93 318    | 35.40% |
| Casanare              | 70 058  | 57.67% | 10 831  | 8.91%  | 12 432  | 10.23% | 12 313  | 10.13% | 10 299  | 8.47%  | 5 527   | 4.55% | 125 387   | 52.55% |
| Cauca                 | 54 375  | 16.30% | 150 434 | 45.12% | 42 497  | 12.74% | 49 328  | 14.79% | 19 341  | 5.80%  | 17 412  | 5.22% | 346 300   | 39.34% |
| Cesar                 | 71 291  | 29.60% | 103 020 | 42.77% | 18 852  | 7.82%  | 28 858  | 11.98% | 10 226  | 4.24%  | 8 587   | 3.56% | 245 624   | 35.40% |
| Chocó                 | 16 686  | 20.50% | 42 747  | 52.53% | 8 683   | 10.67% | 5 784   | 7.10%  | 3 383   | 4.15%  | 4 091   | 5.02% | 85 315    | 30.27% |
| Consulados            | 41 370  | 41.24% | 25 121  | 25.04% | 5 350   | 5.33%  | 10 010  | 9.97%  | 14 015  | 13.97% | 4 444   | 4.43% | 101 002   | 18.03% |
| Córdoba               | 114 960 | 28.11% | 205 061 | 50.15% | 35 407  | 8.66%  | 27 751  | 6.78%  | 11 448  | 2.80%  | 14 224  | 3.47% | 417 326   | 36.37% |
| Cundinamarca          | 255 598 | 31.62% | 144 346 | 17.86% | 186 690 | 23.10% | 116 562 | 14.42% | 56 156  | 6.94%  | 48 757  | 6.03% | 834 906   | 49.93% |
| Guainía               | 1 911   | 30.19% | 2 828   | 44.69% | 635     | 10.03% | 475     | 7.50%  | 306     | 4.83%  | 173     | 2.73% | 6 421     | 29.27% |
| Guaviare              | 6 631   | 37.11% | 6 689   | 37.44% | 1 889   | 10.57% | 963     | 5.39%  | 771     | 4.31%  | 921     | 5.15% | 18 286    | 34.42% |
| Huila                 | 140 904 | 46.46% | 34 471  | 11.36% | 44 028  | 14.51% | 52 848  | 17.42% | 19 514  | 6.43%  | 11 495  | 3.79% | 310 704   | 41.54% |
| La Guajira            | 28 509  | 23.97% | 57 275  | 48.16% | 9 821   | 8.25%  | 13 081  | 11.00% | 6 393   | 5.37%  | 3 825   | 3.21% | 120 999   | 23.46% |
| Magdalena             | 69 965  | 26.15% | 135 830 | 50.76% | 19 042  | 7.11%  | 25 767  | 9.63%  | 8 852   | 3.30%  | 8 088   | 3.02% | 271 661   | 31.68% |
| Meta                  | 126 996 | 43.17% | 48 102  | 16.35% | 50 807  | 17.27% | 37 864  | 12.87% | 17 340  | 5.89%  | 13 019  | 4.42% | 302 878   | 49.09% |
| Nariño                | 74 942  | 19.25% | 166 906 | 42.88% | 43 009  | 11.05% | 66 815  | 17.16% | 21 898  | 5.62%  | 15 593  | 4.00% | 398 584   | 38.49% |
| Norte de Santander    | 118 134 | 31.04% | 105 470 | 27.71% | 75 550  | 19.85% | 36 771  | 9.66%  | 25 227  | 6.62%  | 19 395  | 5.09% | 392 015   | 37.29% |
| Putumayo              | 10 870  | 16.98% | 24 836  | 38.79% | 12 002  | 18.74% | 10 537  | 16.46% | 3 166   | 4.94%  | 2 601   | 4.06% | 65 354    | 33.19% |
| Quindío               | 56 497  | 29.04% | 46 539  | 23.92% | 31 548  | 16.21% | 24 953  | 12.82% | 21 549  | 11.07% | 13 427  | 6.90% | 202 341   | 46.40% |
| Risaralda             | 98 280  | 30.10% | 63 636  | 19.49% | 70 539  | 21.60% | 42 928  | 13.15% | 30 483  | 9.33%  | 20 580  | 6.30% | 338 735   | 46.81% |
| San Andrés            | 2 620   | 30.58% | 3 264   | 38.10% | 579     | 6.75%  | 701     | 8.18%  | 804     | 9.38%  | 598     | 6.98% | 8 674     | 19.00% |
| Santander             | 186 420 | 27.69% | 176 416 | 26.20% | 121 389 | 18.03% | 107 158 | 15.91% | 44 251  | 6.57%  | 37 567  | 5.58% | 690 933   | 44.35% |
| Sucre                 | 82 374  | 34.10% | 113 088 | 46.81% | 11 526  | 4.77%  | 20 588  | 8.52%  | 5 771   | 2.38%  | 8 209   | 3.39% | 245 150   | 38.89% |
| Tolima                | 169 798 | 40.86% | 88 177  | 21.22% | 58 769  | 14.14% | 49 122  | 11.82% | 27 625  | 6.64%  | 22 401  | 5.30% | 429 495   | 42.98% |
| Valle del Cauca       | 216 620 | 18.92% | 315 698 | 27.57% | 224 405 | 19.60% | 213 557 | 18.65% | 105 509 | 9.21%  | 69 040  | 6.03% | 1 179 113 | 36.39% |
| Vaupés                | 833     | 15.93% | 3 267   | 62.50% | 311     | 5.94%  | 390     | 7.46%  | 312     | 5.96%  | 114     | 2.18% | 5 288     | 26.76% |
| Vichada               | 5 494   | 46.42% | 4 232   | 35.76% | 815     | 6.88%  | 576     | 4.86%  | 388     | 3.27%  | 329     | 2.78% | 12 034    | 27.18% |
| Fuente: Registraduría |         |        |         |        |         |        |         |        |         |        |         |       |           |        |

### Segunda vuelta
| Candidato presidencial      | Candidato vicepresidencial    | Partido o movimiento      | Partido o movimiento      | Votos (%) preconteo | Votos (%) escrutinio |
| --------------------------- | ----------------------------- | ------------------------- | ------------------------- | ------------------- | -------------------- |
| Juan Manuel Santos Calderón | Germán Vargas Lleras          |                           | Unidad Nacional           | 7 816 986 (50.95%)  | 7 839 342 (50.99%)   |
| Óscar Iván Zuluaga Escobar  | Carlos Holmes Trujillo Garcia |                           | Centro Democrático        | 6 905 001 (45.00%)  | 6 917 001 (45.00%)   |
| Votos en Blanco             | Votos en Blanco               | Votos en Blanco           | Votos en Blanco           | 619 396 (4.03%)     | 618 759 (4.02%)      |
| Votos Válidos               | Votos Válidos                 | Votos Válidos             | Votos Válidos             | 15 341 383 (97.12%) | 15 375 102 (97.20%)  |
| Votos nulos                 | Votos nulos                   | Votos nulos               | Votos nulos               | 403 405 (2.55%)     | 401 459 (2.54%)      |
| Tarjetas no marcadas        | Tarjetas no marcadas          | Tarjetas no marcadas      | Tarjetas no marcadas      | 50 152 (0.31%)      | 41 653 (0.26%)       |
| Total de votos escrutados   | Total de votos escrutados     | Total de votos escrutados | Total de votos escrutados | 15 794 940 (99.98%) | 15 818 214 (100.00%) |

#### Por departamento
| Amazonas              | 6 967     | 43.83% | 8 500     | 53.48% | 426     | 2.68% | 16 255    | 39.34% |
| Antioquia             | 704 585   | 35.79% | 1 139 007 | 57.86% | 124 919 | 6.34% | 2 048 043 | 47.97% |
| Arauca                | 37 305    | 49.06% | 36 434    | 47.92% | 2 290   | 3.01% | 77 850    | 47.99% |
| Atlántico             | 542 942   | 78.22% | 139 389   | 20.08% | 11 727  | 1.68% | 701 949   | 41.42% |
| Bogotá                | 1 341 963 | 52.54% | 1 076 816 | 42.16% | 135 053 | 5.28% | 2 631 907 | 50.57% |
| Bolívar               | 310 048   | 58.00% | 212 655   | 39.78% | 11 789  | 2.20% | 541 508   | 37.96% |
| Boyacá                | 187 369   | 39.82% | 264 670   | 56.25% | 18 454  | 3.92% | 488 838   | 54.88% |
| Caldas                | 131 239   | 33.62% | 239 148   | 61.28% | 19 860  | 5.08% | 407 177   | 53.74% |
| Caquetá               | 34 619    | 32.44% | 67 769    | 63.51% | 4 317   | 4.04% | 109 220   | 41.43% |
| Casanare              | 25 162    | 18.38% | 106 440   | 77.75% | 5 287   | 3.86% | 141 166   | 59.16% |
| Cauca                 | 312 472   | 72.21% | 108 013   | 24.96% | 12 221  | 2.82% | 444 307   | 50.48% |
| Cesar                 | 201 362   | 60.68% | 123 546   | 37.23% | 6 926   | 2.08% | 337 375   | 48.63% |
| Chocó                 | 61 852    | 63.54% | 32 889    | 33.79% | 2 588   | 2.65% | 100 684   | 35.72% |
| Consulados            | 43 870    | 39.66% | 63 887    | 57.75% | 2 851   | 2.57% | 111 282   | 19.87% |
| Córdoba               | 376 652   | 63.65% | 206 393   | 34.88% | 8 637   | 1.45% | 599 892   | 52.29% |
| Cundinamarca          | 370 791   | 41.38% | 486 063   | 54.25% | 39 076  | 4.36% | 931 287   | 55.69% |
| Guainía               | 4 274     | 54.71% | 3 336     | 42.70% | 201     | 2.57% | 7 922     | 36.11% |
| Guaviare              | 10 055    | 46.35% | 10 832    | 49.94% | 802     | 3.69% | 22 266    | 41.91% |
| Huila                 | 95 987    | 25.88% | 262 807   | 70.88% | 11 976  | 3.23% | 380 593   | 50.89% |
| La Guajira            | 120 033   | 71.15% | 45 848    | 27.17% | 2 806   | 1.66% | 170 863   | 33.14% |
| Magdalena             | 259 428   | 67.75% | 117 246   | 30.62% | 6 198   | 1.61% | 387 863   | 45.23% |
| Meta                  | 105 748   | 32.67% | 206 061   | 63.67% | 11 794  | 3.64% | 333 958   | 54.12% |
| Nariño                | 345 485   | 66.08% | 163 932   | 31.35% | 13 396  | 2.56% | 534 344   | 51.60% |
| Norte de Santander    | 239 539   | 50.35% | 219 934   | 46.23% | 16 195  | 3.40% | 488 426   | 46.46% |
| Putumayo              | 58 561    | 66.87% | 26 193    | 29.91% | 2 813   | 3.21% | 89 334    | 45.37% |
| Quindío               | 99 822    | 44.81% | 111 470   | 50.04% | 11 433  | 5.13% | 232 317   | 53.27% |
| Risaralda             | 149 814   | 41.07% | 193 169   | 52.96% | 21 730  | 5.95% | 380 911   | 52.64% |
| San Andrés            | 5 773     | 53.16% | 4 714     | 43.41% | 372     | 3.42% | 10 975    | 24.04% |
| Santander             | 429 356   | 53.15% | 348 328   | 43.12% | 30 026  | 3.71% | 829 592   | 53.25% |
| Sucre                 | 199 424   | 60.08% | 127 028   | 38.27% | 5 428   | 1.63% | 336 316   | 53.36% |
| Tolima                | 184 496   | 36.98% | 296 610   | 59.48% | 17 780  | 3.56% | 514 868   | 51.52% |
| Valle del Cauca       | 831 748   | 61.61% | 459 146   | 34.01% | 58 960  | 4.36% | 1 388 874 | 42.87% |
| Vaupés                | 4 149     | 70.42% | 1 649     | 27.99% | 93      | 1.57% | 5 982     | 30.27% |
| Vichada               | 6 452     | 46.53% | 7 079     | 51.05% | 335     | 2.41% | 14 070    | 31.78% |
| Fuente: Registraduría |           |        |           |        |         |       |           |        |